# Ja'akov Meridor
Ja'akov Meridor (hebrejsky: יעקב מרידור, rodným jménem Ja'akov Viniarsky; 29. září 1913 – 30. června 1995) byl revizionisticko-sionistický aktivista, velitel Irgunu v letech 1941 až 1943 a dlouholetý izraelský politik. Přes třicet let byl poslancem Knesetu za stranu Likud a její předchůdkyně (Gachal a Cherut).

## Biografie
Narodil se v Lipně v Ruském impériu (dnešní Polsko) do rodiny obchodníků ze střední třídy. Poté, co se doslechl o prvních arabských nepokojích v britské mandátní Palestině, vstoupil v roce 1930 do revizionistického hnutí Bejtar. Vystudoval práva na Varšavské univerzitě.
V roce 1932 imigroval do Palestiny, kde o rok později vstoupil do Irgunu. V roce 1941 doprovázel Davida Raziela při misi do Iráku, během níž měli sabotovat ropná pole na předměstí Bagdádu. Když byl Raziel zabit společně s britským důstojníkem, jenž je doprovázel, vrátil se Meridor do mandátní Palestiny, kde po Razielovi převzal post vrchního velitele Irgunu.
V roce 1943 předal velení nad Irgunem Menachemu Beginovi, nicméně i nadále zastával řadu starších pozic až do roku 1945, kdy jej Hagana předala Britům. Ti jej internovali v řadě detenčních táborů v Africe, odkud se několikrát neúspěšně pokusil utéct. Úspěšný byl až v roce 1948 a do Izraele se vrátil v den vyhlášení jeho nezávislosti – 14. května 1948.
Podle deníku The Scotsman ohlásil Irgun 7. dubna 1948 v Tel Avivu, že Ja'akov Meridor „převzal své válečné úkoly v Palestině.“ Deník rovněž uvedl, že první Meridorův rozkaz byl útok na vojenský tábor v Pardes Chana, nacházející se jižně od Haify, při němž bylo zabito šest britských vojáků a jejich velící důstojník podplukovník G. L. Hilderbrand.

### Po nezávislosti
Pod Beginovým velením byl Meridorovi přidělen úkol řídit integraci Irgunu do nově vzniklých Izraelských obranných sil.
V politických kruzích patřil mezi jednoho ze zakladatelů strany Cherut (politického nástupníka Irgunu), za níž byl zvolen poslancem v prvních izraelských parlamentních volbách v roce 1949. Svůj poslanecký mandát si udržel i v následujících volbách v letech 1951, 1955, 1959, 1961 a znovu v roce 1965 poté, co se Cherut sloučil s Liberální stranou ve stranu Gachal (z níž se později stal Likud). V roce 1955 vydal knihu s názvem Long is the Path to Freedom: Chronicles of one of the Exiles. Ve volbách v roce 1969 však o svůj poslanecký mandát přišel.
Svou politickou kariéru vzkřísil v roce 1981, když byl ve volbách zvolen poslancem za Likud. Navzdory předvolebnímu trapasu a skandálu s „žárovkou, která měla osvítit Ramat Gan“ byl jmenován ministrem ekonomiky a meziministerské spolupráce ve vládě premiéra Begina. Svůj ministerský post si udržel i poté, co Begina ve funkci premiéra v roce 1983 nahradil Jicchak Šamir.
Navzdory své významné funkci ve vládě Meridor v následujících volbách v roce 1984 přišel o poslanecký mandát a již se do Knesetu nevrátil.